# Goetzea
Goetzea là một chi thực vật thuộc họ Solanaceae.

## Loài
- Goetzea amoena Griseb.
- Goetzea eggersii Urban ex Radlk.
- Goetzea ekmanii O.E.Schulz ex O.C.Schmidt
- Goetzea elegans, Wydler

## Hình ảnh

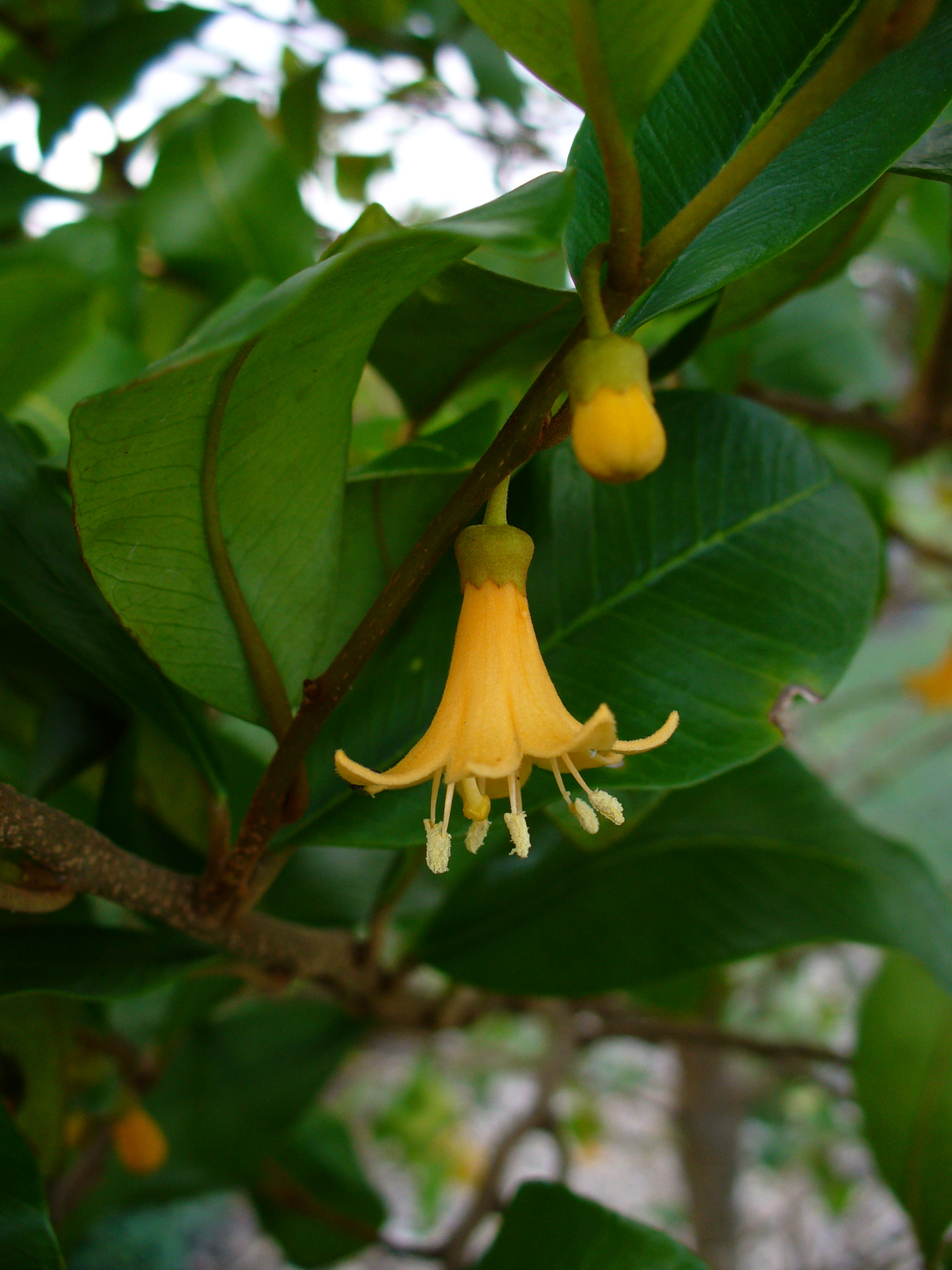